# Kasumigaura (See)
Kasumigaura (japanisch 霞ヶ浦) ist, nach dem Biwa-See, der zweitgrößte Binnensee Japans und liegt in der Präfektur Ibaraki. Die gleichnamige Stadt Kasumigaura liegt am Ufer dieses Sees. Der See liegt im Suigō-Tsukuba-Quasi-Nationalpark.

## Übersicht

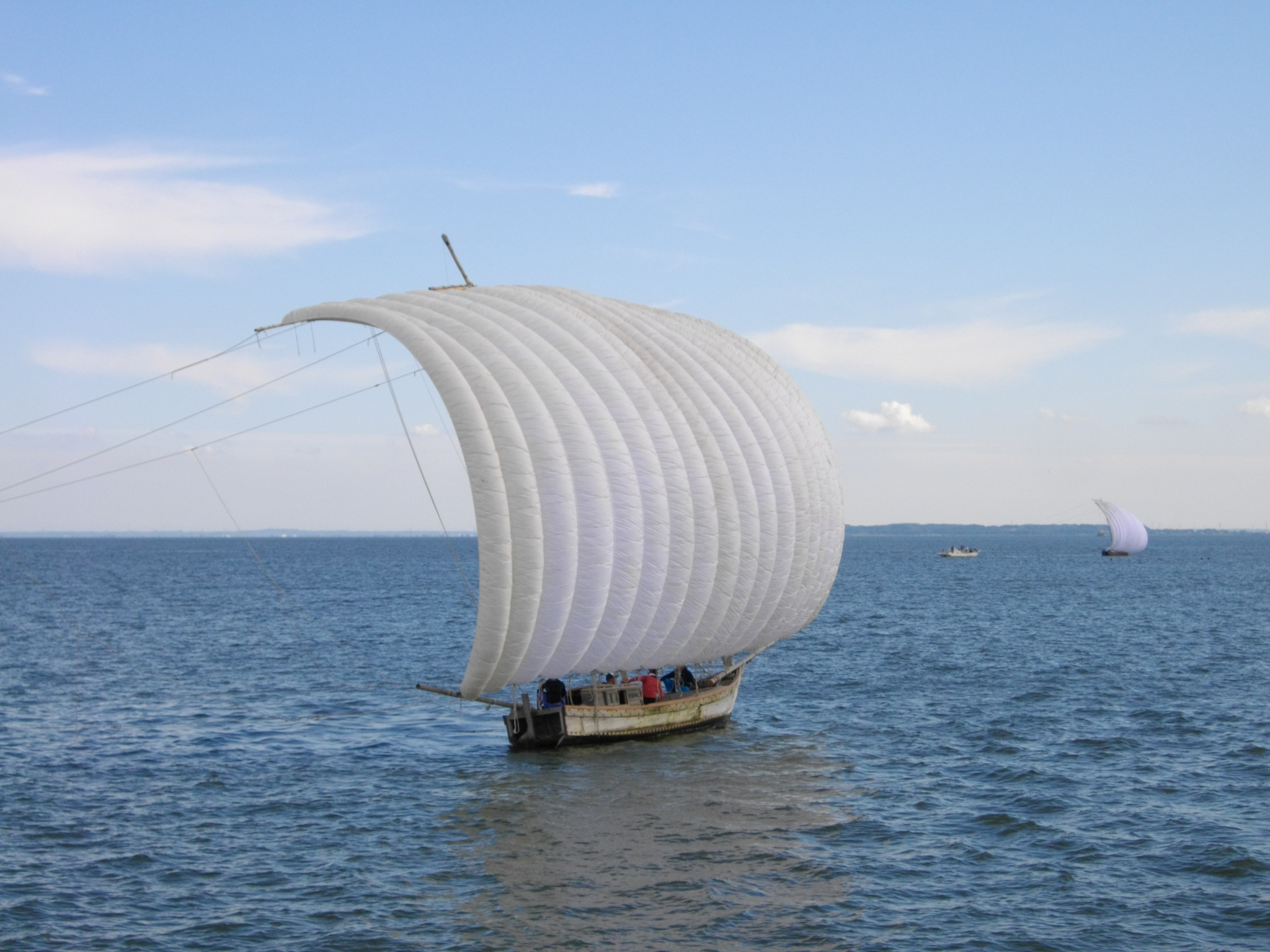
Hobukibune

In der Edo-Zeit diente der See als wichtige Transportroute. Bekannt sind die Boote mit den übergroßen Segeln, „Hobikibune“ (帆曳船) genannt. Der See ist reich an Fischen, Aalen, Krebsen u. a.  